# Jastrowie (gemeente)
De gemeente Jastrowie is een stad- en landgemeente in het Poolse woiwodschap Groot-Polen, in powiat Złotowski.
De zetel van de gemeente is in Jastrowie.
Op 30 juni 2004 telde de gemeente 11 435 inwoners.

## Oppervlakte gegevens
In 2002 bedroeg de totale oppervlakte van gemeente Jastrowie 353,4 km², waarvan:
- agrarisch gebied: 24%
- bossen: 67%

De gemeente beslaat 21,28% van de totale oppervlakte van de powiat.

## Demografie
Stand op 30 juni 2004:
| Omschrijving                   | Totaal | Totaal | Vrouwen | Vrouwen | Mannen | Mannen |
| ------------------------------ | ------ | ------ | ------- | ------- | ------ | ------ |
| eenheid                        | aantal | %      | aantal  | %       | aantal | %      |
| inwoners                       | 11 435 | 100    | 5844    | 51,1    | 5591   | 48,9   |
| bevolkingsdichtheid (inw./km²) | 32,4   | 32,4   | 16,5    | 16,5    | 15,8   | 15,8   |

In 2002 bedroeg het gemiddelde inkomen per inwoner 1319,22 zł.

## Plaatsen
Brzeźnica, Brzeźnica-Kolonia, Budy, Budy-Folwark, Drzewiec, Nadarzyce, Piaski-Leśniczówka, Samborsko, Sypniewko, Sypniewko-Folwark, Sypniewo, Sypniewo-Kolonia, Tarnówka, Trzebieszki.

## Aangrenzende gemeenten
Borne Sulinowo, Czaplinek, Okonek, Szydłowo, Tarnówka, Wałcz, Złotów